# Mount Matz
Mount Matz är ett berg i Antarktis. Det ligger i Östantarktis. Nya Zeeland gör anspråk på området. Toppen på Mount Matz är 1 300 meter över havet.
Terrängen runt Mount Matz är varierad. Trakten är obefolkad. Det finns inga samhällen i närheten.